# بين لي
بين لي (بالإنجليزية: Ben Lee)‏ (و. 1978 – م) هو ممثل، ومغني، وكاتب غنائي، من أستراليا، ولد في سيدني.

## وصلات خارجية
- بين لي على موقع IMDb (الإنجليزية)
- بين لي على موقع ألو سيني (الفرنسية)
- بين لي على موقع ميوزك برينز (الإنجليزية)
- بين لي على موقع أول موفي (الإنجليزية)
- بين لي على موقع أول ميوزيك (الإنجليزية)
- بين لي على موقع ديسكوغز (الإنجليزية)
- بين لي على موقع قاعدة بيانات الفيلم (الإنجليزية)
- بين لي على موقع كينوبويسك (الروسية)